# Eccica-Suarella
Eccica-Suarella é uma comuna francesa na região administrativa de Córsega, no departamento de Córsega do Sul. Estende-se por uma área de 14,47 km². 